# Kardos Pál (irodalomtörténész)
Kardos Pál (Debrecen, 1900. február 24. – Debrecen, 1971. július 2.) magyar irodalomtörténész, tanár, az irodalomtudományok kandidátusa (1957).

## Életpályája
1917-ben érettségizett a debreceni református gimnáziumban. 1918–1919 között a Budapesti Tudományegyetemen, 1919–1922 között a debreceni Tisza István Tudományegyetemen tanult. 1923–1925 között a Debreceni Zsidó Gimnázium óraadó, 1925–1927 között helyettes, 1927–1944 között rendes tanára volt. 1924-ben a párizsi Sorbonne vendéghallgatója volt. 1926-ban a Pázmány Péter Tudományegyetemen magyar-német szakos tanári diplomát szerzett. 1927–1947 között a debreceni Ady Társaság egyik alapító tagja volt. Budapesti tanulmányai alatt az Eötvös Collegium tagja volt. 1944-ben munkaszolgálatos volt. 1945–1946 között a debreceni Fazekas Mihály Gimnázium tanára volt. 1946–1947 között a budapesti izraelita hitközség gimnáziumának rendes tanára volt. 1947–1950 között az Írói Munkaközösség tagja és főtitkára volt. 1947–1952 között a Debreceni Tudományegyetem, illetve a Kossuth Lajos Tudományegyetem Bölcsészettudományi Kar II. sz. Magyar Irodalomtörténeti Tanszékének intézeti tanára, 1952–1962 között docense, 1962–1965 között egyetemi tanára volt. 1950–1956 között a Magyar Írók Szövetsége debreceni csoportjának elnöke volt. 1956-ban végzett az Marxizmus-Leninizmus Esti Egyetemen. 1965-ben vonult nyugdíjba.

### Munkássága
1930-ban feltűnt Kardos Lászlóval közösen írt tanulmányuk, melyben a Hankiss–Juhász szerzőpár a kortárs magyar irodalomról írt francia nyelvű könyvét bírálták. Cikkeiben és könyvismertetéseiben is, a Válaszban és a Tiszántúli Figyelőben elsősorban a 20. század magyar irodalmával foglalkozott. 1949-ben a magyar zsidóság sorsát vázolva tanulmányt írt az elpusztult hajdúböszörményi közösség történetéről. Tudományos értékű Nagy Lajosról (1958) és Babits Mihályról írt monográfiája (1972). Sok ismeretlen adat felkutatásával gazdagította a Móricz-irodalmat. Kisebb cikkeiben és írásaiban a Nyugat íróival és a debreceni szellemi élet történetével foglalkozott.

## Családja
Szülei: Kardos Albert (1861–1945) irodalomtörténész és Szobotka Malvin (?-1945) voltak. Első felesége, Weisz Klára (?-1945) volt. Fia, Kardos Ferenc (1932–1945) volt. Felesége, szülei és egyetlen gyermeke a holokauszt áldozata. Második felesége; 1946-tól Gottesmann Dóra volt. Testvére, Kardos László (1898–1987) irodalomtörténész volt.
Sírja a Debreceni köztemetőben található.

## Művei
- Révai Miklós nyelvészeti munkásságának tudományos értéke (Tanári szakdolgozat; Debrecen, 1923)
- Bírálat Hankiss–Juhász Panorama de la littérature hongroise című művéről (Kardos Lászlóval, Debrecen, 1930)
- Az új magyar irodalom története francia nyelven (1930)
- Arany János izenete (Debrecen, 1942)
- A modern héber irodalom története 1782-től napjainkig (1943)
- A debreceni Ady-Társaság húszéves története 1927-1947 (Debrecen, 1947)
- Adalékok a hajdúböszörményi zsidóság történetéhez (Hajdúböszörmény, 1949)
- Magyar irodalom történet (1951)
- A magyar irodalom története 1849-től 1905-ig (1951)
- Tóth Árpád négy ismeretlen verse (Irodalomtörténeti Közlemények, 1953)
- Tóth Árpád, a debreceni hírlapíró (Építünk. A Magyar Írók Szövetsége debreceni csoportjának folyóirata, 1953)
- Elbeszélések (1954, 1958)
- A "Nyugat" debreceni kapcsolatai (1955)
- Móricz Zsigmond nyilatkozata és levele a Légy jó mindhalálig debreceni bemutatójáról (1956)
- Móricz Zsigmond és Nagy Lajos parasztábrázolásáról (Alföld, 1956)
- Ady Endre – Móricz Zsigmond (egyetemi jegyzet, Kovács Kálmánnal; 1957, 1960)
- Nagy Lajos élete és művei (Budapest, 1958)
- Oláh Gábor (Alföld, 1958)
- A „Kiskunhalom”-ról (Kortárs, 1958)
- Ady Endre (1959)
- Vadember (1959)
- A Nyugat a forradalom alatt (1960)
- Ady költészete (1960)
- Költők jártak Debrecenben (Alföld, 1961)
- Ady és Babits kapcsolata 1919-ig (Acta Universitatis Debreceniensis, 1961)
- Ének a magasban (1962)
- Nagy Zoltán költészete (Budapest, 1962)
- Nagy Lajos válogatott művei (1962)
- Kosztolányi Debrecenben (1962)
- Kardos Albert születésének 100. évfordulója alkalmából (1962)
- Fagyejev (Budapest, 1963)
- Babits viszonya Adyhoz 1919 után (1963)
- A Válasz és az Ady Társaság (Alföld, 1964)
- A fiatal Babits költői témái (Studia Litteraria, 1965)
- Szabó Lőrinccel a forradalmak idején (Alföld, 1965)
- Babits az első világháború alatt. 1–2. (Studia Litteraria, 1966)
- Szekszárdon született (Alföld, 1966)
- Majakovszkij Lenin poémája (1967)
- Babits kapcsolata a század eleji katolikus mozgalommal (Studia Litteraria, 1967)
- Debrecen, Hortobágy (1968)
- Babits Mihály két művéről (Irodalomtörténet, 1970)
- „Lázadás” Lukács György ellen (Alföld, 1971)
- Babits Mihály (Budapest, 1972)
- Irodalmi tanulmányok (válogatta és szerkesztette: Fülöp László, Budapest, 1979)

## Díjai
- Munka Érdemrend arany fokozata